# Оскар (герцог Сконе)
Його Королівська Високість принц Оскар Карл Улоф герцог Сконе (швед. H.K.H. Oscar Carl Olof, hertig av Skåne; англ. Prince Oscar of Sweden, Duke of Skåne; *2 березня 2016 р., м. Стокгольм) — принц Швеції, герцог Сконе, друга дитина шведської кронпринцеси Вікторії та її чоловіка Даніеля герцога Вестергетландського. Є четвертим онуком короля Швеції Карла XVI Густава й королеви Сільвії. Він займає третє місце в лінії спадкоємства шведського престолу після матері і своєї сестри принцеси Естель, герцогині Естергетландської.

## Життєпис
4 вересня 2015 року королівський двір Швеції оголосив, що кронпринцеса Вікторія чекає народження своєї другої дитини в березні 2016 р.. Принц Оскар народився 2 березня 2016 р. о 20:28 в столичній Каролінській лікарні. Під час прес-конференції, принц Даніель сказав, що зріст новонародженого — 52 см, а вага — 3 655 г.
Силою закону про рівну прімогенітуру, чинного в Швеції з 1980 р., новонароджений принц є третім в порядку спадкування шведського престолу після власної матері та своєї сестри Естель; своїм народженням він змістив на четверте місце свого дядька принца Карла Філіпа.
Його імена і титули були оголошені на засіданні Ради міністрів Швеції 3 березня королем Карлом XVI Густавом, після чого в палаці був відслужений подячний молебень «Тебе, Бога, хвалимо». Імена Оскар, Карл і Улоф в різний час носили королі Швеції. Провінція Сконе є самим південним титулярним герцогством в Швеції, раніше титул герцогів Сконе носили два кронпринци, що стали пізніше королями Швеції: Карл XV в 1859 р. і Густав VI Адольф в 1950 році.
Народження принца було відзначено воздаванням яси в 21 постріл з гармат на острові Шепсхольмен, навпроти Стокгольмського палацу. Салюти також були проведені в м. Будені, м. Гернесанді, м. Карлскруні й м. Гетеборзі.
27 травня 2016 р. принц Оскар був хрещений архієпископом Антьє Якель в каплиці Королівського палацу м. Стокгольму. Хрещеними батьками стали: кронпринц Фредерік Данський, кронпринцеса Мете-Маріт Норвезька, тітка принцеса Мадлен, Оскар Магнусон (син принцеси Крістіни Шведської, кузен принцеси Вікторії) і Ганс Острем (кузен принца Даніеля). Пряма трансляція хрестин здійснювалася шведською громадською організацією телемовлення «SVT».

## Нагороди
- Кавалер Ордену Серафимів згідно права народження;
- кавалер ордена Карла XIII згідно права народження.

## Титулування
- Його Королівська Високість принц Оскар Шведський, герцог Сконе.